# Liste der Biografien/Grob
Liste der Biografien |
Portal Biografien |
Personensuche
# |
A |
B |
C |
D |
E |
F |
G |
H |
I |
J |
K |
L |
M |
N |
O |
P |
Q |
R |
S |
T |
U |
V |
W |
X |
Y |
Z |
?
 
Ga |
Gb |
Gc |
Gd |
Ge |
Gf |
Gh |
Gi |
Gj |
Gk |
Gl |
Gm |
Gn |
Go |
Gp |
Gq |
Gr |
Gs |
Gu |
Gv |
Gw |
Gy |
Gz
 
Gra |
Grb–Grd |
Gre |
Grg |
Gri |
Grj |
Grk |
Grl |
Grm |
Gro |
Grs |
Gru |
Gry |
Grz
 
Groa |
Grob |
Groc |
Grod |
Groe |
Grof |
Grog |
Groh |
Groi |
Groj |
Grok |
Grol |
Grom |
Gron |
Groo |
Grop |
Gros |
Grot |
Grou |
Grov |
Grow |
Groy |
Groz
Die Liste der Biografien führt alle Personen auf, die in der deutschsprachigen Wikipedia einen Artikel haben. Dieses ist eine Teilliste mit 143 Einträgen von Personen, deren Namen mit den Buchstaben „Grob“ beginnt.

## Grob
- Grob, Adrian David (1771–1836), Schweizer Schriftsteller, Dramatiker, Offizier und Konditor
- Grob, Alfred (* 1965), deutscher Polizist und Politiker (CSU)
- Grob, Cyril A. (1917–2003), Schweizer Chemiker und Hochschullehrer
- Grob, Dieter (* 1949), Schweizer Wirbelsäulenchirurg
- Grob, Duncan (* 1980), chilenischer Skirennläufer
- Grob, Fridolin Anton (1745–1807), Politiker, Schnitzer und Maler im Toggenburg in der Schweiz
- Grob, Hans (1917–2010), Schweizer Bauingenieur
- Grob, Hans Kaspar (1800–1865), Schweizer evangelischer Geistlicher
- Grob, Heinz Lothar (* 1943), deutscher Wirtschaftsinformatiker
- Grob, Helmut (* 1929), deutscher Science-Fiction-Autor
- Grob, Helmut (* 1968), deutscher Tischtennisspieler
- Grob, Henry (1904–1974), schweizerischer Schachmeister und Kunstmaler
- Grob, Ian (* 1952), britischer Autorennfahrer
- Grob, Jakob (* 1939), Schweizer Ruderer
- Grob, Jeffrey (* 1961), US-amerikanischer römisch-katholischer Geistlicher, Erzbischof von Milwaukee
- Grob, Johann Emanuel (1834–1909), Schweizer Politiker und reformierter Geistlicher
- Grob, Johann Melchior (1754–1832), Schweizer Orgelbauer
- Grob, Johannes (1643–1697), Schweizer Dichter und Epigrammatiker
- Grob, Julia Anna (* 1997), schweizerisch-deutsche Schauspielerin
- Grob, Karl (1946–2019), Schweizer Fussballspieler
- Grob, Karl Fürchtegott (1830–1893), Schweizer Tabakpflanzer auf Sumatra, Erbauer der Villa Patumbah in Zürich
- Grob, Kevin (* 1992), deutscher Fußballspieler
- Grob, Konrad (1828–1904), Schweizer Lithograf und Maler
- Grob, Kurt (1920–1987), Schweizer Chemiker
- Grob, Leonard (* 2002), deutscher Fußballspieler
- Grob, Manfred (* 1952), deutscher Politiker (CDU), MdL
- Grob, Marco (* 1965), Schweizer Modefotograf
- Grob, Markus (1952–2021), Schweizer Architekt, Autor und Hochschullehrer
- Grob, Max (1901–1976), Schweizer Kinderchirurg
- Grob, Michelle (* 1980), Schweizer Textilkünstlerin
- Grob, Norbert (* 1949), deutscher Film- und Medienwissenschaftler, Autor, Essayist und Filmkritiker
- Grob, Oliver (* 1996), Schweizer Inline-Speedskater und Eisschnellläufer
- Grob, Rainer (* 1973), chilenischer Skirennläufer
- Grob, Ronnie (* 1975), Schweizer Journalist und Publizist
- Grob, Rudolf (1890–1982), Schweizer evangelischer Geistlicher und Direktor einer Heilanstalt
- Grob, Stefanie (* 1975), Schweizer Autorin und Slam-Poetin
- Grob, Stefanie (* 2004), Schweizer Skirennfahrerin
- Grob, Therese (1798–1875), österreichische Sängerin
- Grob, Thomás (* 1977), chilenischer Skirennläufer
- Grob, Veronika (* 1971), Schweizer Medienschaffende
- Grob, Walter (1928–2014), Schweizer Akkordeonist und Komponist
- Grob-Prandl, Gertrude (1917–1995), österreichische Opernsängerin (Sopran)
- Grob-Wengér, Tildy (1914–2012), Schweizer Bildhauerin, Malerin, Illustratorin und Grafikerin

### Groba
- Groban, Josh (* 1981), US-amerikanischer SängerJosh Groban (* 1981)

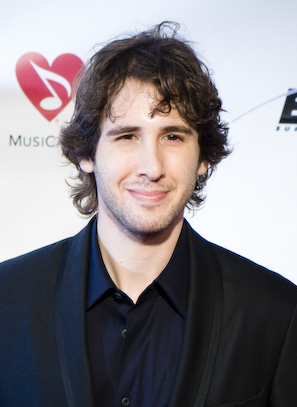
Josh Groban (* 1981)

- Gróbarczyk, Marek (* 1968), polnischer Politiker, MdEP
- Grobauer, Christian (* 1975), österreichischer Schlagzeuger
- Grobauer, Wolfgang (* 1960), Schweizer Koch

### Grobb
- Grobba, Fritz (1886–1973), deutscher Diplomat
- Grobbe, Maarten (1901–1961), niederländischer Fußballspieler
- Grobbée, Willem Johan Lucas (1822–1907), niederländischer Politiker, Finanzminister
- Grobbel, Karl (1896–1971), deutscher Politiker (Zentrum, CDU), MdV, Minister in Brandenburg
- Grobbelaar, Bruce (* 1957), simbabwischer Fußballspieler und -trainerBruce Grobbelaar (* 1957)

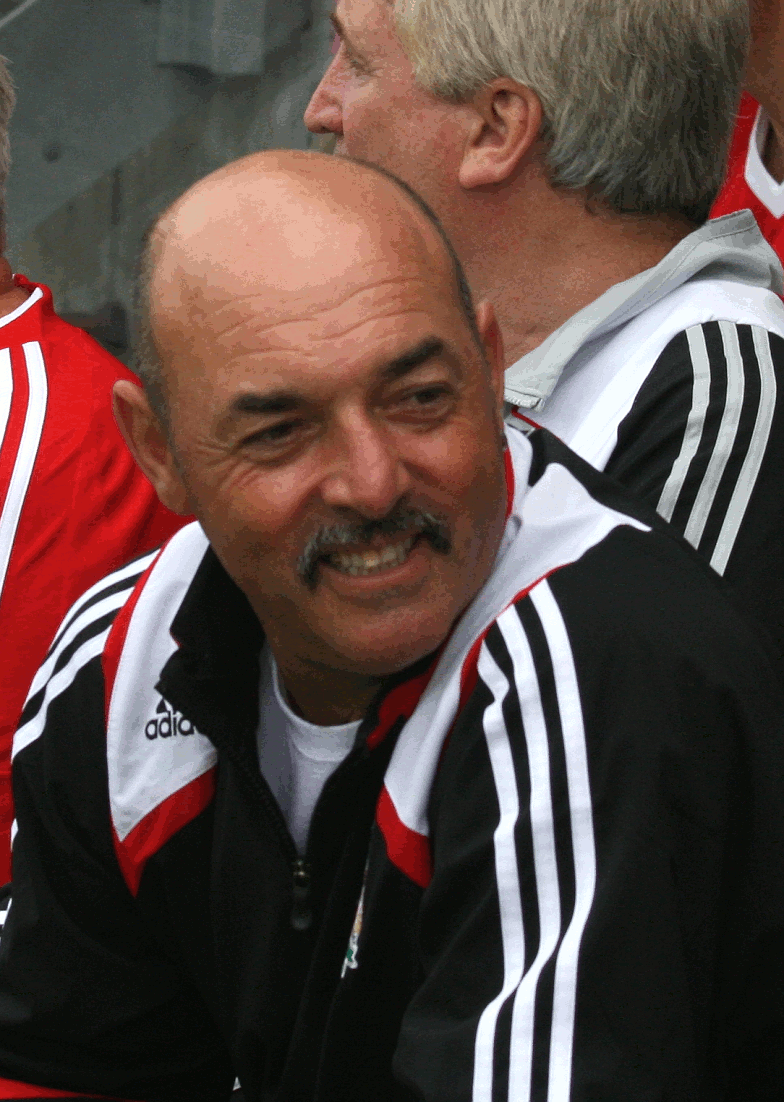
Bruce Grobbelaar (* 1957)

- Grobben, Franz (1904–1994), deutscher Politiker (CDU), Regierungspräsident von Köln
- Grobben, Karl (1854–1945), österreichischer Zoologe
- Grobben, Wilhelm (1895–1944), deutscher Mundartdichter

### Grobc
- Gröbchen, Walter (* 1962), österreichischer Journalist, Autor und Musikverleger

### Grobe
- Grobe, Anne Rikta (* 1972), deutsche Kinderbuchillustratorin
- Grobe, Bernhard (1819–1891), deutscher Rittergutsbesitzer und Politiker (NLP), MdR
- Grobe, Constanze (* 1877), deutsche Schauspielerin
- Grobe, Donald (1929–1986), US-amerikanischer Opernsänger (Lyrischer Tenor)
- Grobe, Frank (* 1967), deutscher Politiker (AfD), MdL
- Gröbe, Fritz (1886–1943), deutsches NS-Opfer
- Grobe, German (1857–1938), deutscher Maler
- Grobe, Hans (1899–1994), deutscher Kaufmann, Briefmarken-Prüfer, Auktionator, Verleger und Buchautor zu Themen der Philatelie
- Grobe, Herbert (1909–1931), deutsches SA- und SS-Mitglied, Blutzeuge der Bewegung
- Grobe, Horst (* 1944), deutscher Germanist
- Grobe, Joseph (1931–2023), deutscher Chemiker
- Grobe, Julius (1807–1877), deutscher Komponist
- Grobe, Kurt (1920–1987), deutscher Politiker (SPD), MdL
- Gröbe, Moritz (1828–1891), deutscher Industrieller und Bauunternehmer
- Gröbe, Nikolaus (* 1972), deutscher Schauspieler, Musicaldarsteller und Tänzer
- Grobe, Tim (* 1969), deutscher Schauspieler
- Gröbe, Volker (1947–2023), deutscher Schriftsteller Kölscher Mundart
- Grobe, Wolfgang (* 1956), deutscher Fußballspieler
- Grobe-Hagel, Karl (1936–2021), deutscher Journalist und Buchautor
- Grobecker, Anna (1827–1908), deutsche Opern- und Operettensängerin (Mezzosopran)
- Grobecker, Claus (1935–2018), deutscher Politiker (SPD), MdB
- Grobecker, Kurt (1936–2020), deutscher Journalist, Hörfunkmoderator, Autor und Hamburg-Chronist
- Gröbel, Bernd (* 1968), deutscher Basketballspieler
- Gröbel, Christian Ernst August (1783–1854), deutscher Klassischer Philologe und Gymnasiallehrer
- Gröbel, Gottfried, österreichischer Fußballspieler
- Grobelin, Helmut (1956–2007), deutscher Judoka
- Grobelna, Kaja (* 1995), belgisch-polnische Volleyballspielerin
- Grobelnik, Gerhard (* 1975), österreichischer Fußballschiedsrichter
- Grobelny, Igor (* 1993), belgisch-polnischer Volleyballspieler
- Grobelny, Jędrzej (* 2001), polnischer Fußballspieler
- Groben, Aaron (* 1990), US-amerikanischer Schauspieler, Stuntman, Synchronsprecher und Model
- Groben, Françoise (1965–2011), luxemburgische Cellistin
- Gröben, Selma Gräfin von der (1856–1938), deutsche Philanthropin, Frauenrechtlerin
- Gröber, Adolf (1854–1919), deutscher Jurist und Politiker (Zentrum), MdR
- Gröber, Andreas († 1662), deutscher Bildhauer
- Gröber, Conrad (1872–1948), deutscher römisch-katholischer Geistlicher, Bischof von Meißen, Erzbischof von FreiburgConrad Gröber (1872–1948)

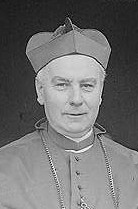
Conrad Gröber (1872–1948)

- Gröber, Franziska (1897–1952), deutsche Politikerin (BVP, CSU), MdL Bayern
- Gröber, Gustav (1844–1911), deutscher Romanist
- Gröber, Heinrich (1880–1949), deutscher Maschinenbauingenieur und Hochschullehrer
- Gröber, Hilde (* 1931), deutsche Tischtennisspielerin
- Gröber, Johann Georg (1775–1849), österreichischer Orgelbauer
- Grober, Julius (1875–1971), deutscher Internist
- Gröber, Klaus (* 1944), deutscher Politiker (CSU), MdL
- Grober, Oliver (* 1983), deutscher Schauspieler
- Gröber, Paul (1885–1964), deutsch-argentinischer Geologe
- Grober, Ulrich (* 1949), deutscher Journalist und Autor
- Grobert, Helen (* 1992), deutsche Radrennfahrerin
- Grobet, Xavier Pérez (* 1964), mexikanischer Kameramann
- Grobéty, André (1933–2013), Schweizer Fußballspieler
- Grobéty, Anne-Lise (1949–2010), Schweizer Schriftstellerin

### Grobg
- Grobglas, Yael (* 1984), israelische Schauspielerin und ehemaliges ModelYael Grobglas (* 1984)

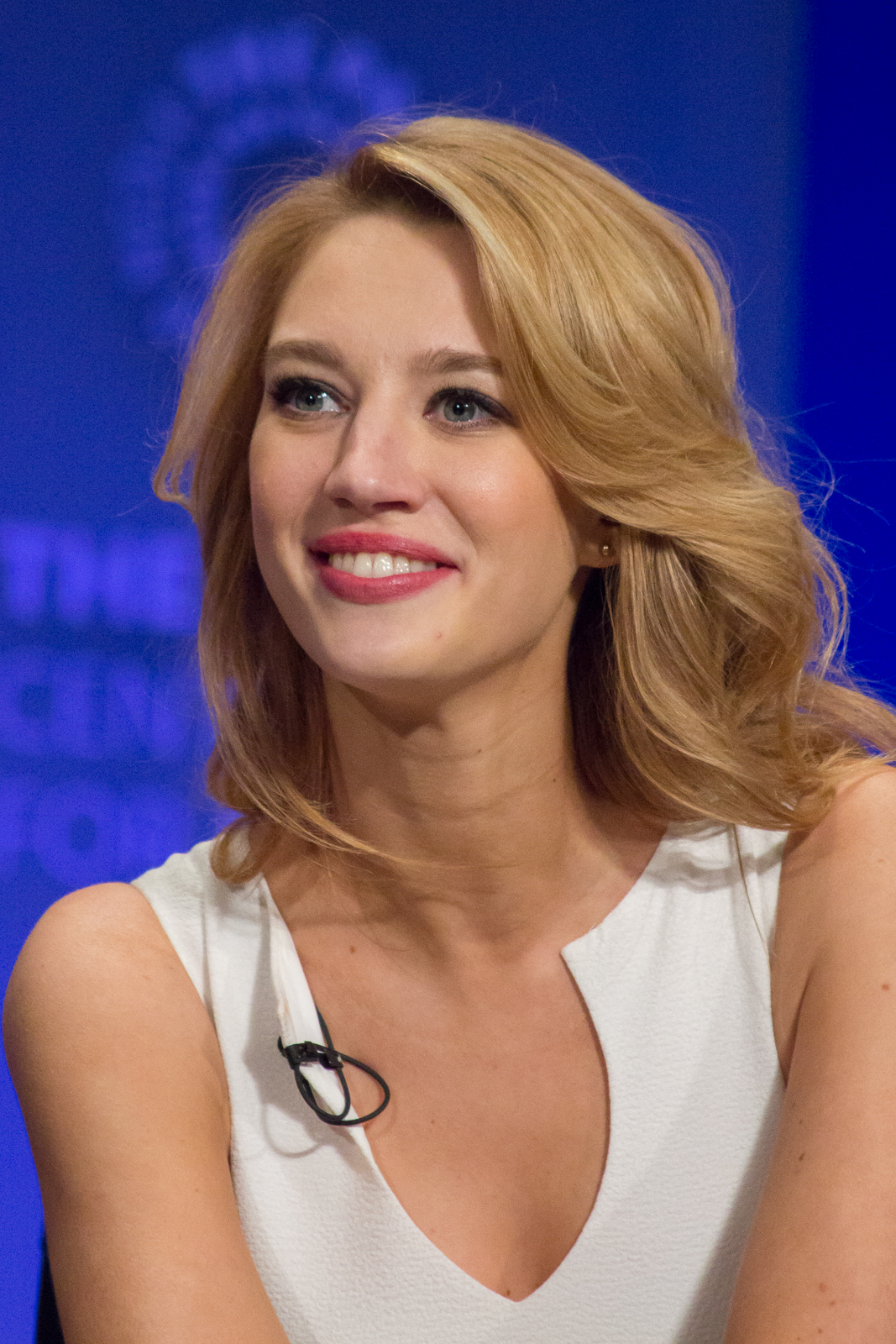
Yael Grobglas (* 1984)

### Grobh
- Grobholz, Werner (1942–2021), deutscher Violinist

### Grobi
- Grobien, Barbara (* 1938), deutsche Mäzenin, Golfsportlerin und Ehrenbürgerin von Bremen
- Grobien, Susanne (* 1960), deutsche Politikerin (CDU), MdBB
- Grobis, Paul (1894–1943), deutscher Politiker (KPD), MdL

### Grobl
- Gröbl, Andreas (* 1970), österreichischer Sportjournalist, -kommentator, -moderator und Chefredakteur
- Gröbl, Gabriele (* 1973), österreichische Moderatorin, Theaterschauspielerin und Journalistin
- Gröbl, Julia (* 1994), deutsche Theater- und Filmschauspielerin
- Gröbl, Thomas (* 1984), österreichischer Fußballspieler
- Gröbl, Wolfgang (* 1941), deutscher Politiker (CSU), MdB
- Grobleben, Edith (1939–2000), deutsche Fernsehansagerin und Moderatorin
- Gröbler, Alfred (1865–1926), deutscher Montanindustrieller und Vorstandsvorsitzender der Buderus AG (1912–1926)
- Grobler, Johan (* 1997), südafrikanischer Speerwerfer
- Gröbler, Jürgen (* 1946), deutscher Rudertrainer
- Grobler, Sebastian (* 1968), deutscher Filmregisseur
- Grobler, Ursula (* 1980), südafrikanische Ruderin
- Groblewski, Michael (* 1950), deutscher Kunsthistoriker und Hochschullehrer
- Gröbli, Fredy (1930–2020), Schweizer Bibliotheksdirektor
- Gröbli, Isaak (1822–1917), Erfinder der Schiffli-Stickmaschine
- Gröbli, Nathalie (* 1996), Schweizer Skirennläuferin
- Gröbli, Roland (* 1960), Schweizer Autor, Historiker und Journalist
- Gröbli, Walter (1852–1903), Schweizer Mathematiker
- Groblicki, Julian (1908–1995), polnischer römisch-katholischer Geistlicher, Weihbischof in Krakau
- Gröblinghoff, Hansjakob (1902–1983), deutscher Schauspieler

### Grobm
- Gröbmayr, Josef (* 1970), deutscher Schauspieler und Violinist
- Gröbmer, Josef (1815–1882), österreichischer Bildhauer
- Grobmeyer, Bernhard (1840–1922), deutscher römisch-katholischer Priester, Offizial in Vechta

### Grobn
- Grobner, Harald (* 1980), österreichischer Mathematiker
- Gröbner, Marion (* 1985), österreichische Fußballspielerin
- Gröbner, Peter (1914–1972), deutscher Jurist und Landrat
- Gröbner, Peter (* 1943), österreichischer Chemiker und Biochemiker
- Gröbner, Wilfried (* 1949), deutscher Fußballspieler
- Gröbner, Wolfgang (1899–1980), österreichischer Mathematiker

### Grobo
- Groborz, Wojciech (* 1956), polnischer Jazzmusiker (Piano, Komposition) und Hochschullehrer
- Grobot, Bernard (1949–1997), französischer Autorennfahrer
- Grobovšek, Hana (* 2002), slowenische Leichtathletin

### Grobs
- Grobstein, Clifford (1916–1998), US-amerikanischer Zell- und Entwicklungsbiologe